# Nasal (Phonetik)
Ein Nasal (auch Nasallaut, deutsch Nasenlaut) ist ein nach seiner Artikulationsart benannter Konsonant.
Bei den oralen Lauten legt sich der hintere, weiche Teil des Gaumens (das Velum) an die Rachenrückwand und verschließt so den Nasenraum. Bei den Nasalen wird ein oraler Verschluss erzeugt und das Velum senkt sich, so dass die Luft größtenteils durch die Nase ausströmt. Der Nasenraum und der von hinten bis zur Verschlussstelle reichende Teil der Mundhöhle dienen dabei als Resonanzraum.
Nasale sind meist stimmhaft; stimmlose Nasale besitzen das Isländische oder das Birmanische.
- bilabiale Nasale (Lippennasenlaute) 
  - stimmhafter bilabialer Nasal [⁠m⁠]
  - stimmloser bilabialer Nasal [⁠m̥⁠]
- labiodentale Nasale 
  - stimmhafter labiodentaler Nasal [⁠ɱ⁠]
  - stimmloser labiodentaler Nasal [⁠ɱ̊⁠]
- alveolare Nasale (Zahnnasenlaute) 
  - stimmhafter alveolarer Nasal [⁠n⁠]
  - stimmloser alveolarer Nasal [⁠n̥⁠]
- retroflexe Nasale 
  - stimmhafter retroflexer Nasal [⁠ɳ⁠]
  - stimmloser retroflexer Nasal [⁠ɳ̊⁠]
- palatale Nasale 
  - stimmhafter palataler Nasal [⁠ɲ⁠]
  - stimmloser palataler Nasal [⁠ɲ̊⁠]
- velare Nasale (Hintergaumennasenlaute) 
  - stimmhafter velarer Nasal [⁠ŋ⁠]
  - stimmloser velarer Nasal [⁠ŋ̊⁠]
- uvulare Nasale 
  - stimmhafter uvularer Nasal [⁠ɴ⁠]
  - stimmloser uvularer Nasal [⁠ɴ̥⁠]

Das Deutsche kennt die (stimmhaften) Nasale [⁠m⁠], [⁠n⁠] und [⁠ŋ⁠]; lokal auch [⁠ɱ⁠].